# Куманија
Куманија је назив који се у средњем веку односио на неколико различитих територија у источној и средњој Европи, као и средњој Азији.

## Куманска степа
Назив „Куманија” или „Куманска степа” првобитно се односио на Куманско-кипчачку конфедерацију која је постојала на истоку Европе и западу средње Азије између 10. и 13. века.

## Златна хорда
Назив „Куманија” је такође употребљаван као алтернативно име за Златну хорду, која је постојала између 13. и 16. века, а која је захватала слично подручје као и оригинална Куманија.

## Влашка низија
У 13. веку, пре стварања Кнежевине Влашке, то подручје је називано Куманијом.

## Угарска
У средњовековној Угарској се назив „Куманија” (или Куншаг) односио на два мања управна аутономна подручја – Велику Куманију (Нађкуншаг) и Малу Куманију (Кишкуншаг). Кумани су се на те просторе населили у 13. веку. Велика Куманија је захватала подручје између Солнока и Дебрецина, а Мала Куманија подручје између Калоче и Сегедина. Јужни део Мале Куманије простирао се током средњег века и на подручју данашње северне Бачке у Србији.
У 16. веку ови простори улазе у састав Османског царства, чиме је нестало и куманских аутономних територија. Успоставом хабзбуршке управе крајем 17. века, административно се обнављају и Велика и Мала Куманија. Ове територије су постојале све до друге половине 19. века, када су укинуте и укључене у састав новоформираних жупанија Пешт-Пилиш-Шолт-Кишкун и Јас-Нађкун-Солнок. Данас су ови простори у оквиру Мађарске организовани као жупаније Бач-Кишкун и Јас-Нађкун-Солнок.